# Byumba (stad)
Byumba is de naam van een district in de noordelijke provincie in het noordoosten van Rwanda en het is tevens de naam van de stad die in het midden van het district ligt. Voor de hervormingen van 2006 was Byumba de hoofdstad van de gelijknamige provincie. Nu is het samengevoegd met delen van andere provincies tot Provincie Nord.
Byumba heeft bijna een miljoen inwoners en het ligt 60 kilometer ten noorden van de hoofdstad Kigali. 
De stad is sinds 1981 de zetel van een rooms-katholiek bisdom.
SOS Kinderdorpen heeft in Byumba zijn hoofdkantoor voor Rwanda.